# Ривас, Кристиан
Кристиан Йонайкер Ривас Вьельма (исп. Cristian Yonaiker Rivas Vielma; 20 января 1997, Мерида, Венесуэла) — венесуэльский футболист, игрок клуба «Эстудиантес де Мерида».

## Карьера

### Клубная
Кристиан начал футбольную карьеру в клубе «Эстудиантес де Мерида», за основной состав которого он дебютировал 12 июля 2015 года во встрече с «Португесой». 8 ноября 2015 года он отметился первым забитым мячом, открыв счёт во встрече с «Минерос Гуаяна».
Всего в первом сезоне на профессиональном уровне Ривас принял участие в 17 матчах чемпионата, в следующем — в 25 играх.

### В сборной
В 2017 году Кристиан принял участие в Молодёжном чемпионате Южной Америки. Ривас провёл на турнире четыре игры.